# Fort Resolution
 (décembre 2012).
Si vous disposez d'ouvrages ou d'articles de référence ou si vous connaissez des sites web de qualité traitant du thème abordé ici, merci de compléter l'article en donnant les références utiles à sa vérifiabilité et en les liant à la section « Notes et références ».
Fort Resolution est une communauté située dans les Territoires du Nord-Ouest, au Canada. Nom traditionnel : Deninue Kue, traduction : « île de l’orignal ».

## Topographie
Située au sud du Grand lac des Esclaves sur la péninsule à l'embouchure de la rivière des Esclaves, à 153 km de vol de Yellowknife.

## Population et superficie
- 412 (recensement de 2021)
- 470 (recensement de 2016)[1]
- 474 (recensement de 2011)
- 484 (recensement de 2006)[2]
- 525 (recensement de 2001)

- 536 (recens. 1996), 515 (recens. 1991) ; superficie de 455,09 km²

## Climat
Température :
- Moyenne annuelle des températures : S/O
- Maximum record : 35 °C
- Minimum record : −51,2 °C

Moyenne annuelle de précipitations (mm) :
- Précipitations totales, pluie (mm) : 151,8
- Précipitations totales, neige (cm) : S/O

## Économie
Activités principales : exploitation forestière et scierie, piégeage, chasse et pêche domestique.
Ressources non-renouvelables : grand potentiel de plomb, zinc, argent, dépôts de béryllium, éléments de terres rares à 130 km de l’exploration aurifère du lac Thor.
Ressources renouvelables : truite de lac, brochet, poisson blanc, brochet du Nord, rémora, ours noir, loup, castor, orignal, rat musqué, martre d'Amérique, vison, bois.

## Histoire

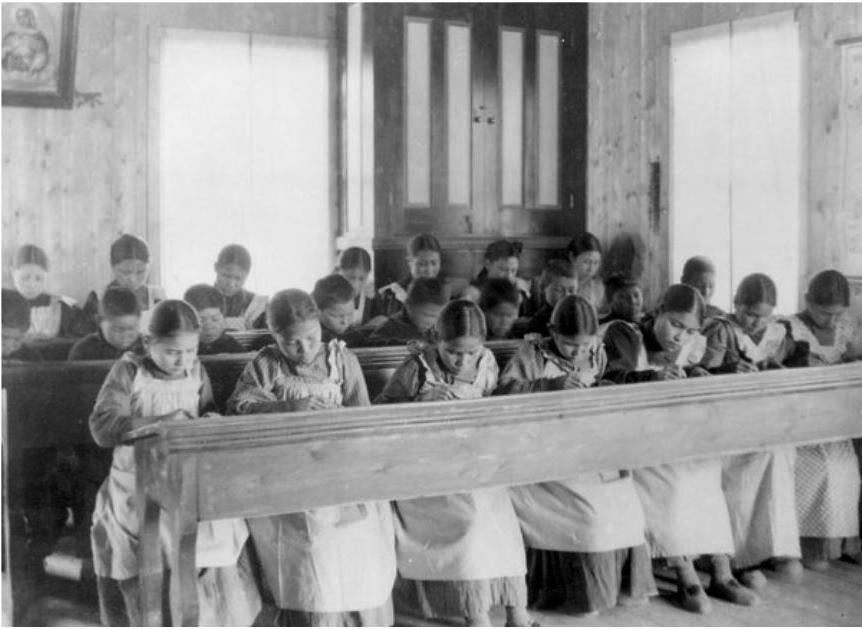
Pensionnat indien catholique.

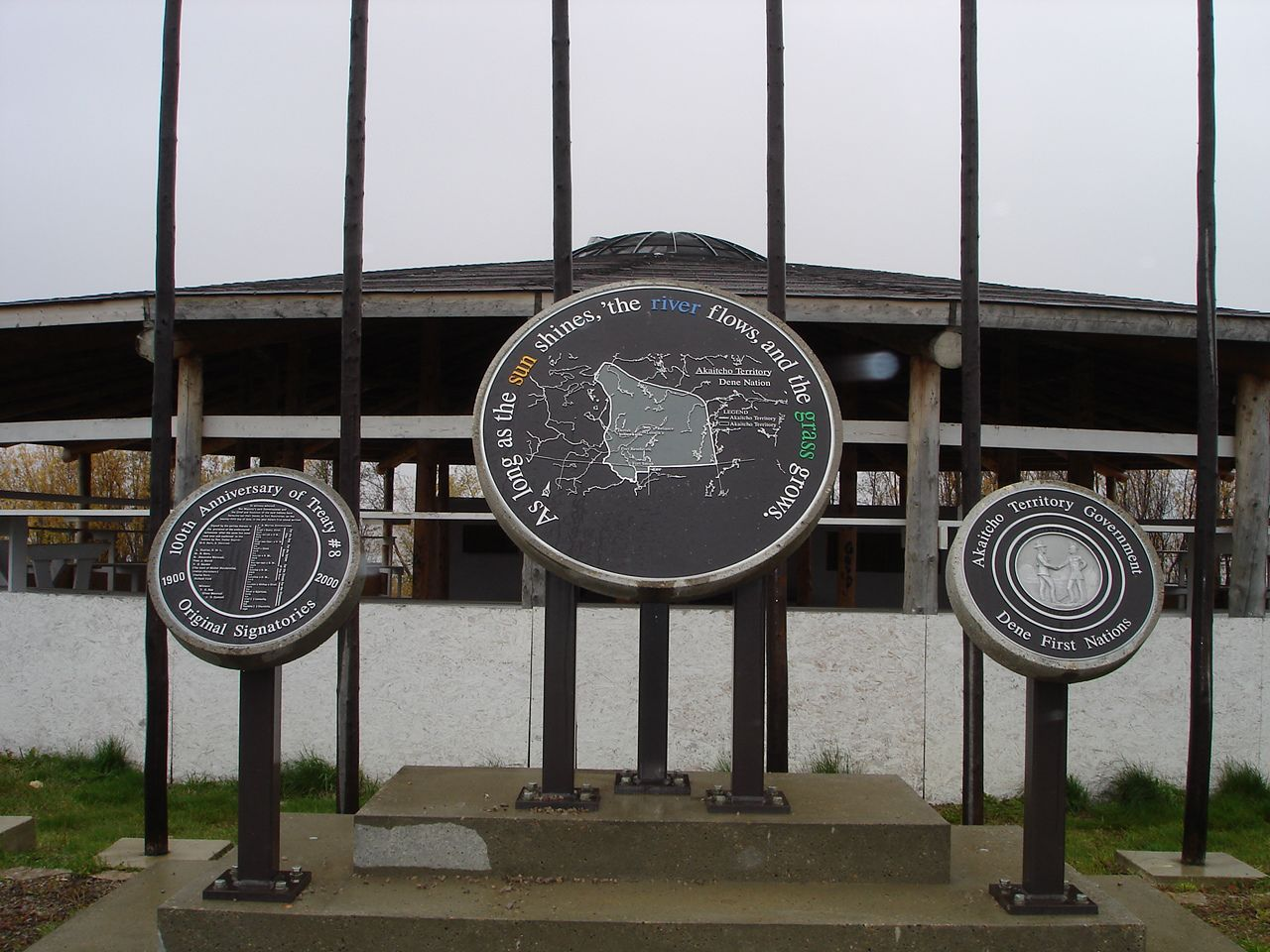
Site du traité 8 à Fort Resolution

En 1786, Laurent Leroux y construisit le poste de traite avant de fonder en 1790 le premier hameau du Fort Providence.
Depuis 1786 la Compagnie du Nord-Ouest (CNO) puis la Compagnie de la baie d'Hudson (CBH) en 1815 y implantent des postes pour y commercialiser la traite des fourrures. C'est à la fusion des deux compagnies en 1821 que la ville s'appellera Fort Résolution.
Dans la première moitié du XXe siècle les Oblats et sœurs grises y fondent un important hôpital pour les tuberculeux. Ce qui fait de Fort Résolution un bourg important concernant l'éducation et la santé pour les environs jusqu'en 1956 où le service de traitement de la tuberculose est transféré à Edmonton à plus de 850 km à vol d'oiseau. L'économie locale doit se diversifier pour permettre à la ville de garder ses habitants. En 1964 une scierie voit le jour. Cependant la mine de zinc et plomb Pine point a fermé en 1987 avec l'accord du gouvernement des TNO.

## À noter
L'oblat français Louis Menez (Oblats de Marie-Immaculée) y séjourna plusieurs dizaines d'années et marqua la ville par son accueil et sa personnalité[réf. nécessaire].